# Aporocactus flagelliformis
Aporocactus flagelliformis, conocida comúnmente como cactus cola de rata,es una especie de planta suculenta perteneciente al género Aporocactus, dentro de la familia Cactaceae. Es endémica de México y anteriormente se le conocía como Disocactus flagelliformis.

## Descripción

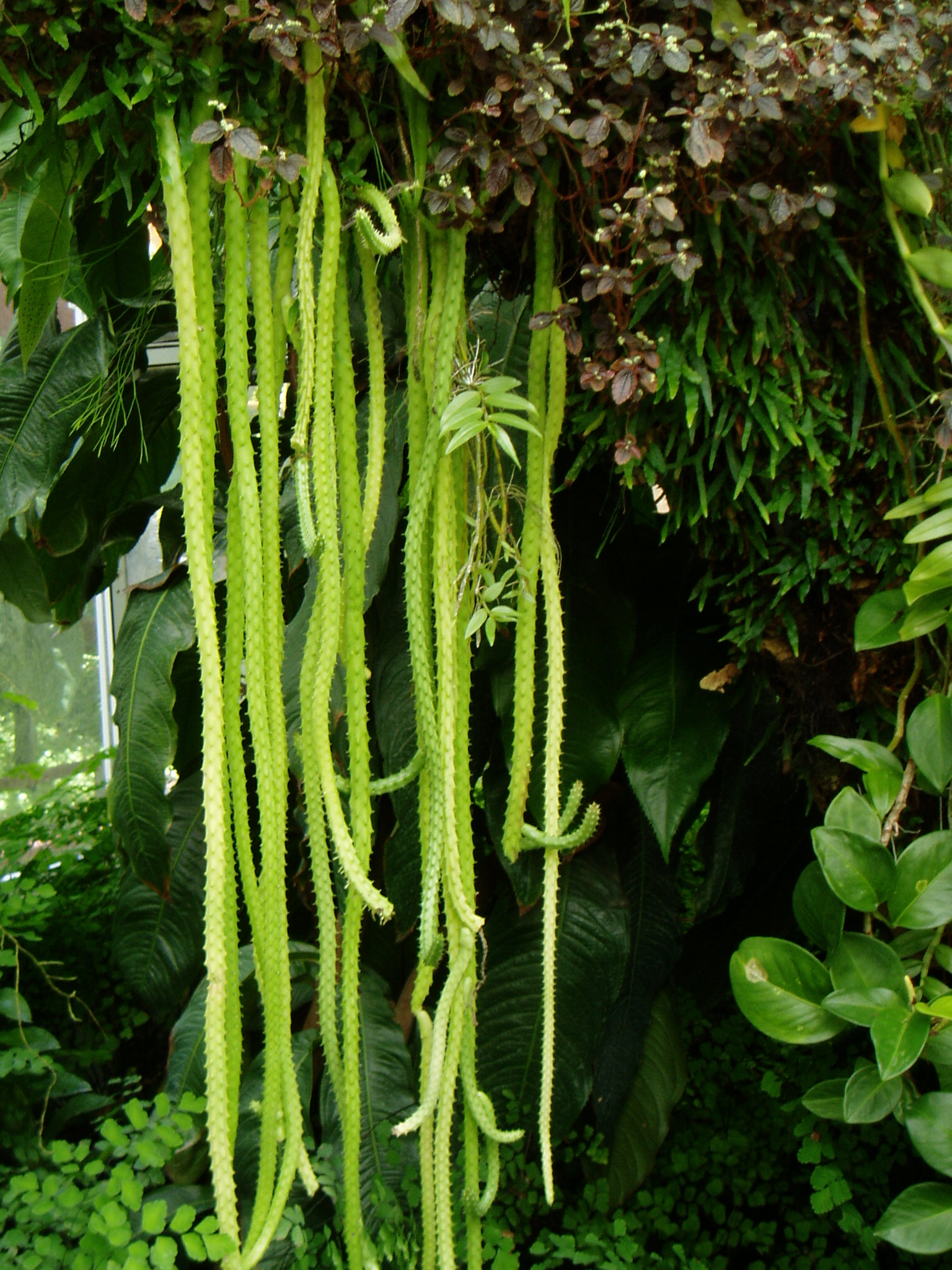
Planta en su hábitat

Aporocactus flagelliformis es una especie de cactus epífita, ya que crece sobre las ramas de los árboles, pero sin parasitarlos. Presenta muchos tallos de color gris verdoso, ramificados desde la base, colgantes o rastreros, delgados, cilíndricos y largos, de hasta un metro de largo y dos centímetros de diámetro. 
Tiene además, de ocho a trece costillas de seis a diez milímetros, con areolas poco esparcidas y equipadas con 15 o 20 espinas finas de color amarillo rojizo. Ocasionalmente también presenta raíces aéreas. 
Las flores son de color rojo a rosa púrpura y alcanzan un tamaño de 5 a 8 centímetros de largo y de 2,5 a 4 centímetros de diámetro. Aparecen lateralmente y son ligeramente curvadas hacia arriba y zigomorfas. Los frutos son rojos, con una forma que va de esférico a erizado y de 1 centímetro de diámetro.

## Distribución y hábitat
El área de distribución nativa de esta especie es el este y centro de México y crece principalmente en el bioma subtropical.

## Taxonomía
La primera descripción de esta especie fue como Cactus flagelliformis, publicada en 1753 por Carlos Linneo en el libro Species Plantarum: 467.
Más tarde, el botánico francés Charles Lemaire trasladó la especie al género Aporocactus, por lo que pasó a llamarse Aporocactus flagelliformis. Registró estos cambios en la revista científica  L'illustration horticole 7 (Misc.): 67, publicada en 1860.
Etimología
- Aporocactus: nombre genérico que deriva de la palabra griega aporia (que significa 'impenetrable') y la palabra latina kaktos (que significa ‘cardo’ o ‘planta espinosa’), en alusión al cuerpo espinoso que presentan las especies de este grupo.[6]
- flagelliformis: epíteto específico que deriva de las palabras latinas flagellum (que significa 'látigo') y formis (que significa 'en forma'), haciendo referencia a los brotes largos y delgados característicos de la especie.[7]

Sinonimia
- Aporocactus flagelliformis var. leptophis (DC.) P.V.Heath, 1992
- Aporocactus flagelliformis var. pfeifferi P.V.Heath, 1992
- Aporocactus flagriformis (Zucc. ex Pfeiff.) Lem., 1868
- Aporocactus leptophis (DC.) Britton & Rose, 1909
- Cactus flagelliformis L., 1753 (basónimo)
- Cactus serpentinus Pers., 1806
- Cereaster flagelliformis (L.) F.Berge, 1842
- Cereaster flagriformis (Zucc. ex Pfeiff.) F.Berge, 1843
- Cereus flagelliformis (L.) Mill., 1768
- Cereus flagelliformis var. funki Walp., 1843
- Cereus flagelliformis var. leptophis (DC.) K. Schum., 1897
- Cereus flagelliformis var. mallisonii Walp., 1843
- Cereus flagelliformis var. menor Salm-Dyck, 1834
- Cereus flagelliformis var. minor Salm-Dyck ex Pfeiff., 1837
- Cereus flagelliformis var. nothus Walp., 1843
- Cereus flagelliformis var. schottii Walp., 1843
- Cereus flagelliformis var. smithii Walp., 1843
- Cereus flagelliformis var. speciosus Salm-Dyck, 1849
- Cereus flagriformis Zucc. ex Pfeiff., 1837
- Cereus leptophis DC., 1828
- Cereus serpentinus var. albispinus Weing., 1908
- Cereus serpentinus var. estrictor Walp., 1843
- Disocactus flagelliformis (L.) Barthlott, 1991
- Discocactus flagriformis (Zucc. ex Pfeiff.) Scheinvar, 2004

## Estado de conservación
En la Lista Roja de Especies Amenazadas de la UICN, la especie está clasificada como “Casi Amenazada (NT)”.

## Usos
Se cultiva principalmente por todo el mundo como planta ornamental y su propagación se realiza normalmente a través de esquejes. De hecho, es uno de los primeros cactus que se introdujo en la cultura europea. En el siglo XVII ya se hablaba de él en los escritos, pero probablemente se introdujo mucho antes. 
Además tiene uso medicinal. Francisco Hernández de Toledo, en el siglo XVI hablaba que tenía la capacidad de quitar la "flatulencia". En el siglo XX, Maximino Martínez la reporta como antiparasitaria, rubefaciente para las afecciones cardiacas y eclampsia.

## Galería

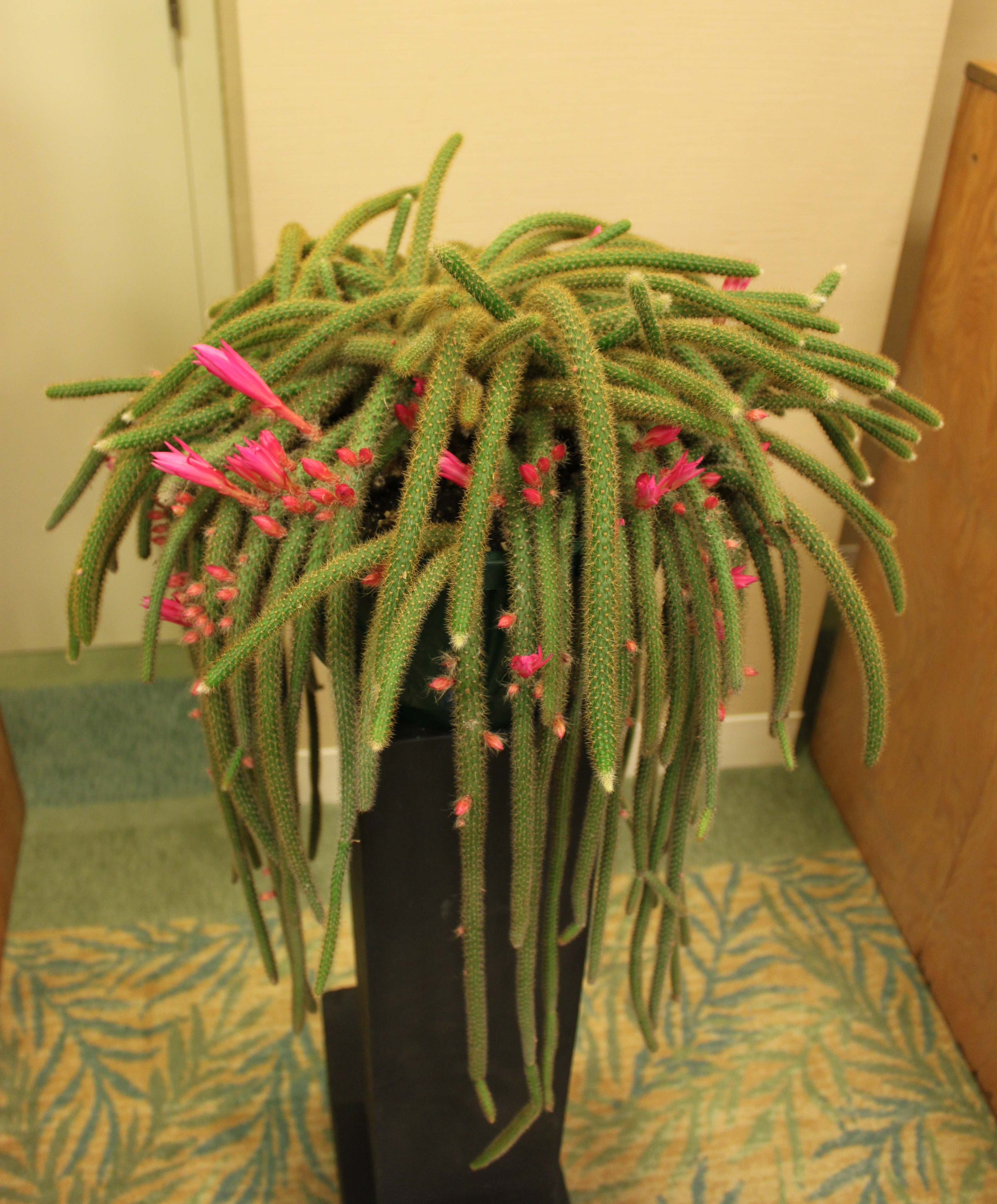
Planta en cultivo
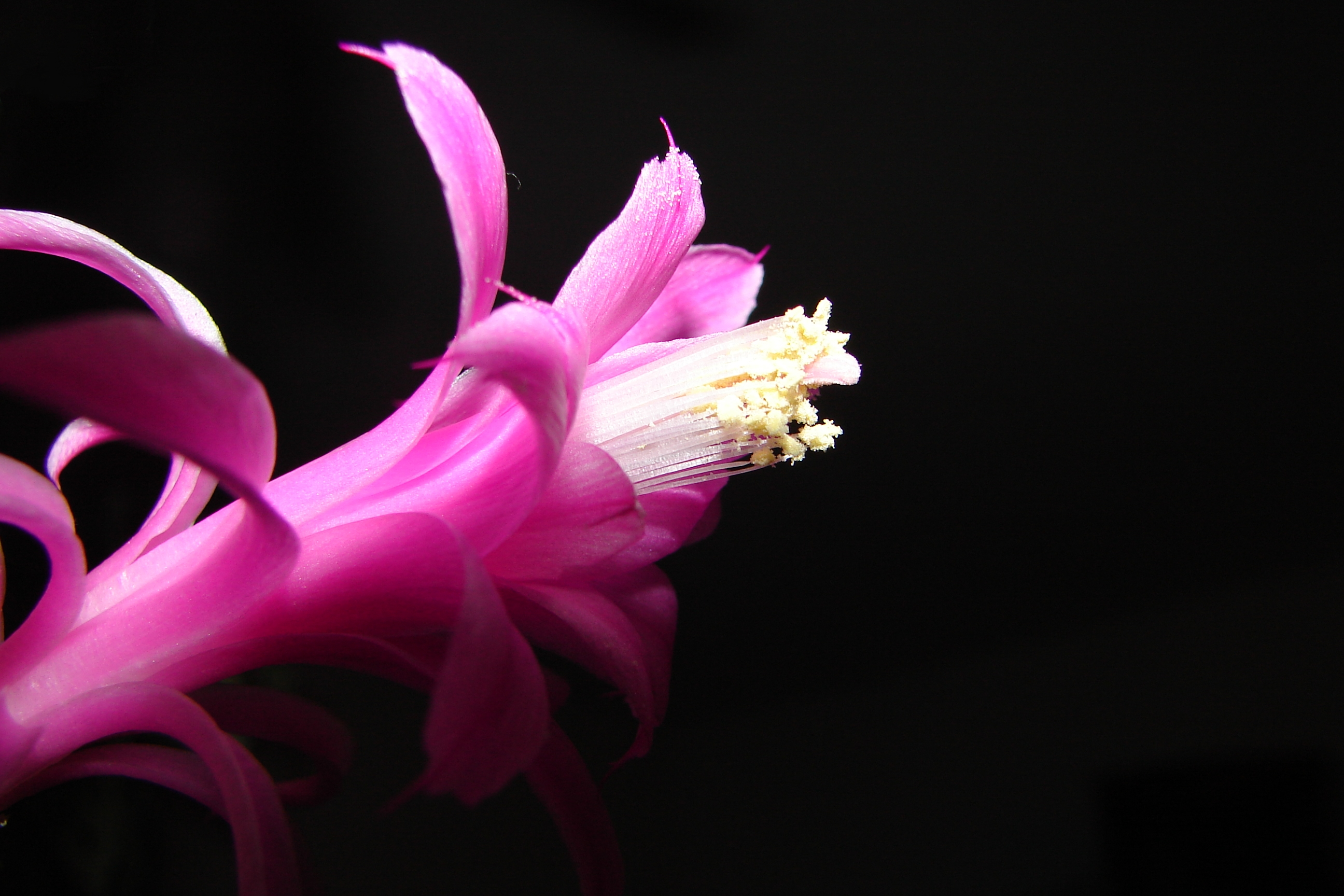
Detalle de la flor
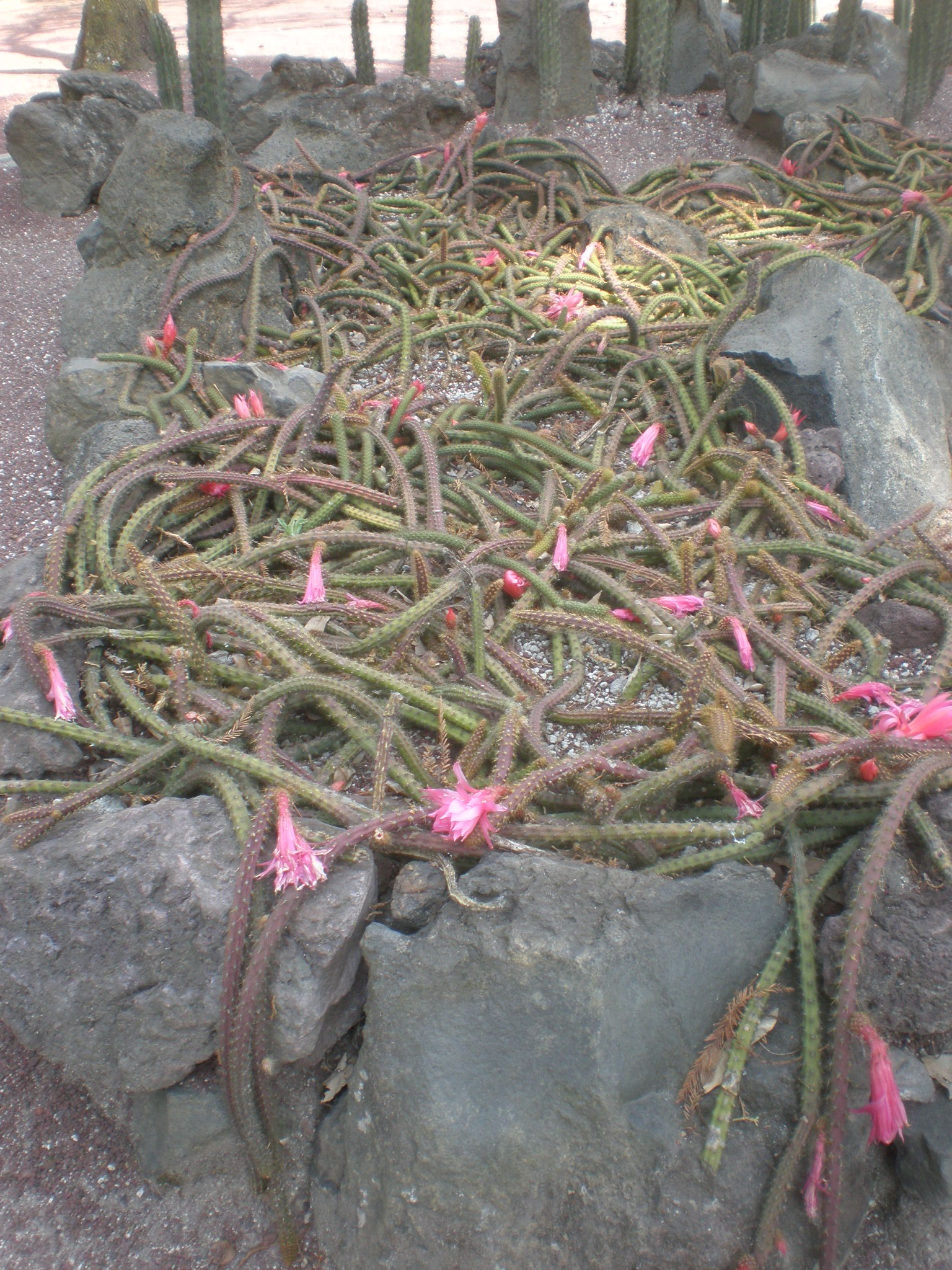
Porte de la planta
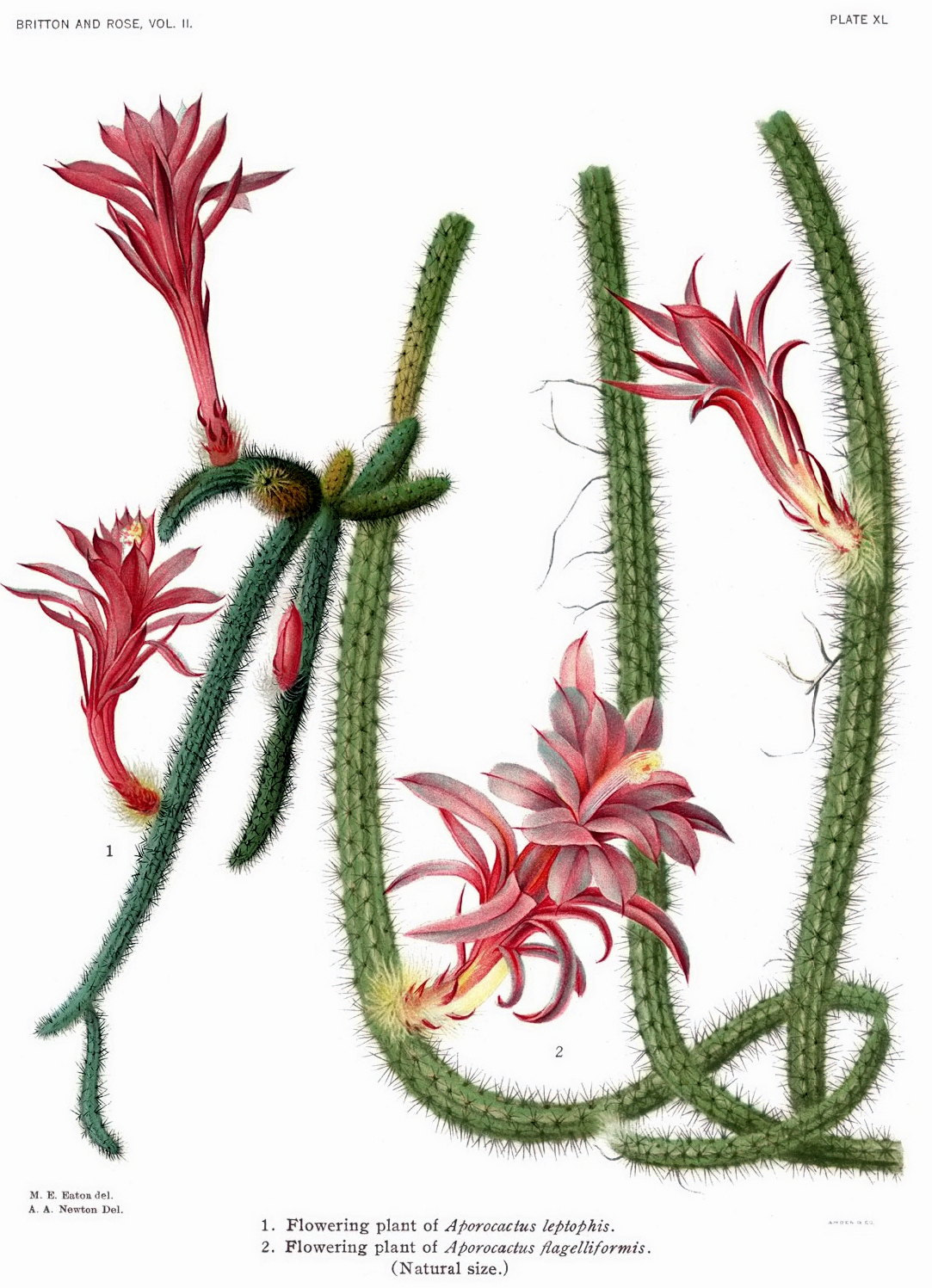
Ilustración
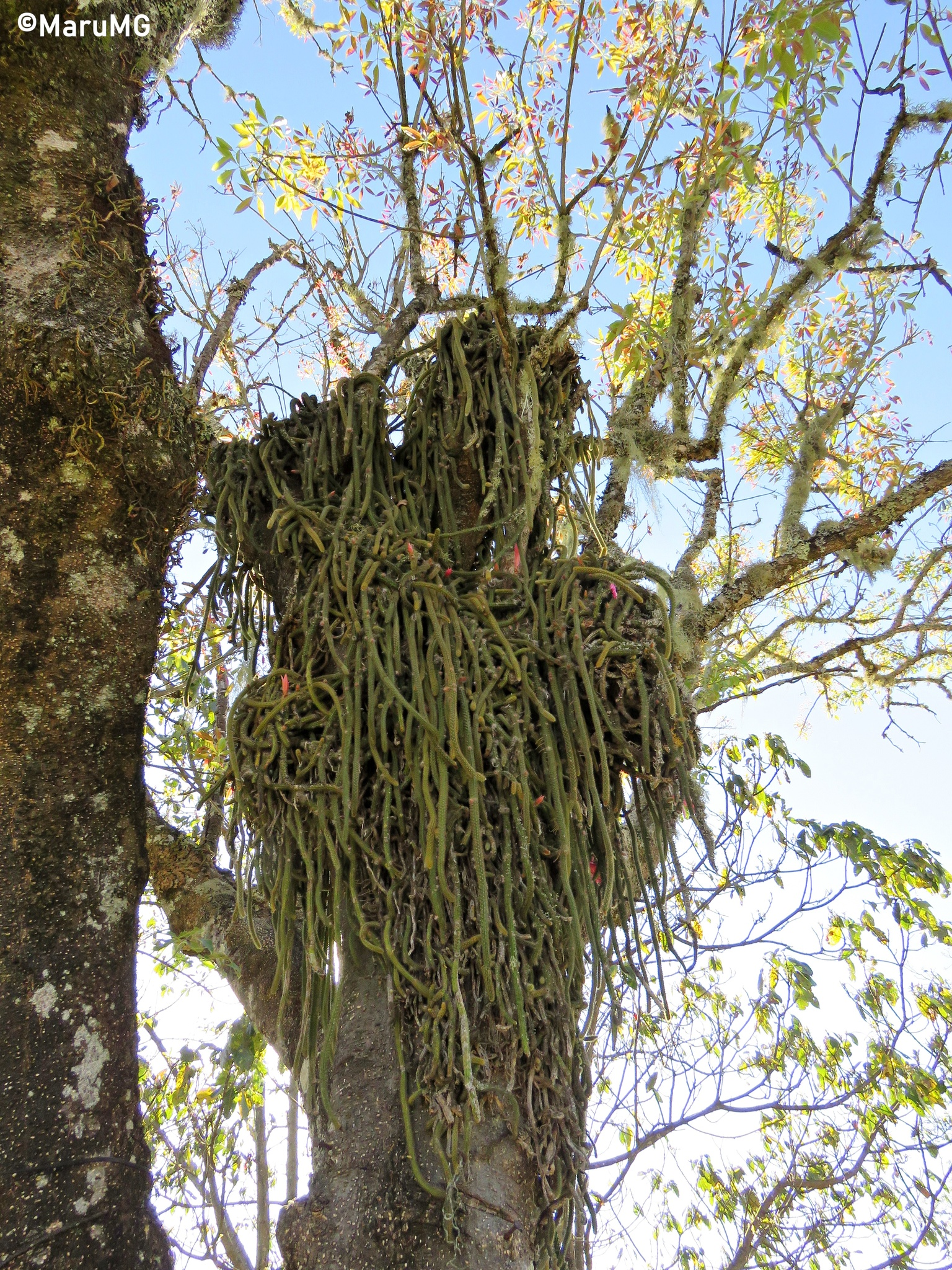
Planta en su hábitat